# 加牟那塚古墳
加牟那塚古墳（かんなづかこふん/かむなづかこふん）は、山梨県甲府市千塚にある古墳。形状は円墳。山梨県指定史跡に指定されている（指定名称は「加牟那塚」）。

## 立地と地理的・歴史的景観
県中部、甲府盆地の北縁部に位置する。奥秩父山地の金峰山から発し南流する荒川左岸の緩傾斜地に立地し、千塚地区と湯村地区の境界付近にあたる。荒川は甲斐市との境界を南東に流れ、荒川扇状地や沖積地から盆地北縁にかけての一体は横穴式石室を持つ後期古墳や古墳群が濃密に分布する。現在は市街化により多くが消失しているが、「千塚（ちづか）」の地名が示す通り万寿森古墳や湯村山古墳群など周辺にも多くの古墳が分布し、北部には県内最大級の積石塚である天狗沢古墳がある。
甲府盆地底部は河川の氾濫原にあたり安定的定住が困難な地域で、弥生時代から古墳時代にかけて遺跡は盆地周辺の丘陵地域や自然堤防、微高地上などに分布している。荒川扇状地では弥生後期の榎田遺跡があり、近接する甲斐市南部には弥生中期の金の尾遺跡が県内で代表的な弥生集落として知られるが、弥生時代から古墳前期までの遺跡は少ない。
弥生後期から古墳前期には盆地南縁の曽根丘陵に東海地方経由で先進文物を導入し、4世紀後半にはヤマト王権の影響を受けた前方後円墳である甲斐銚子塚古墳（甲府市下曽根町）や岡銚子塚古墳（笛吹市八代地域）などが出現し、古墳中期には中道勢力が衰退し中小規模の古墳築造が盆地各地へ拡大する。盆地北縁では塩部遺跡や榎田遺跡など方形周溝墓を伴う5世紀前半から集落遺跡が見られ、6世紀代には横穴式石室を持つ古墳の築造が開始され、渡来人の進出も見られている。また、荒川右岸地域では松ノ尾遺跡などこの時期の集落遺跡があり、赤坂台地には赤坂台古墳群が出現し、加牟那塚古墳はこれら勢力を背景に成立した盟主墳であると考えられている。
律令制下ではこの地域は巨摩郡と山梨郡の境界に近い巨摩郡青沼郷に比定され、荒川右岸地域は松ノ尾遺跡や天狗沢瓦窯跡から仏教遺物も出土しており、巨摩郡における重要な地域であったと考えられている。6世紀後半から7世紀の甲府盆地では、加牟那塚古墳を中心とする甲府北西部勢力と盆地東部にあたる笛吹市八代町の姥塚古墳を中心とする御坂勢力の対峙状況が想定されており、加牟那塚古墳や姥塚古墳の存在から両勢力の均衡が古代の郡郷制の確定にも影響していると考えられている。

## 発掘調査と出土遺物・検出遺構

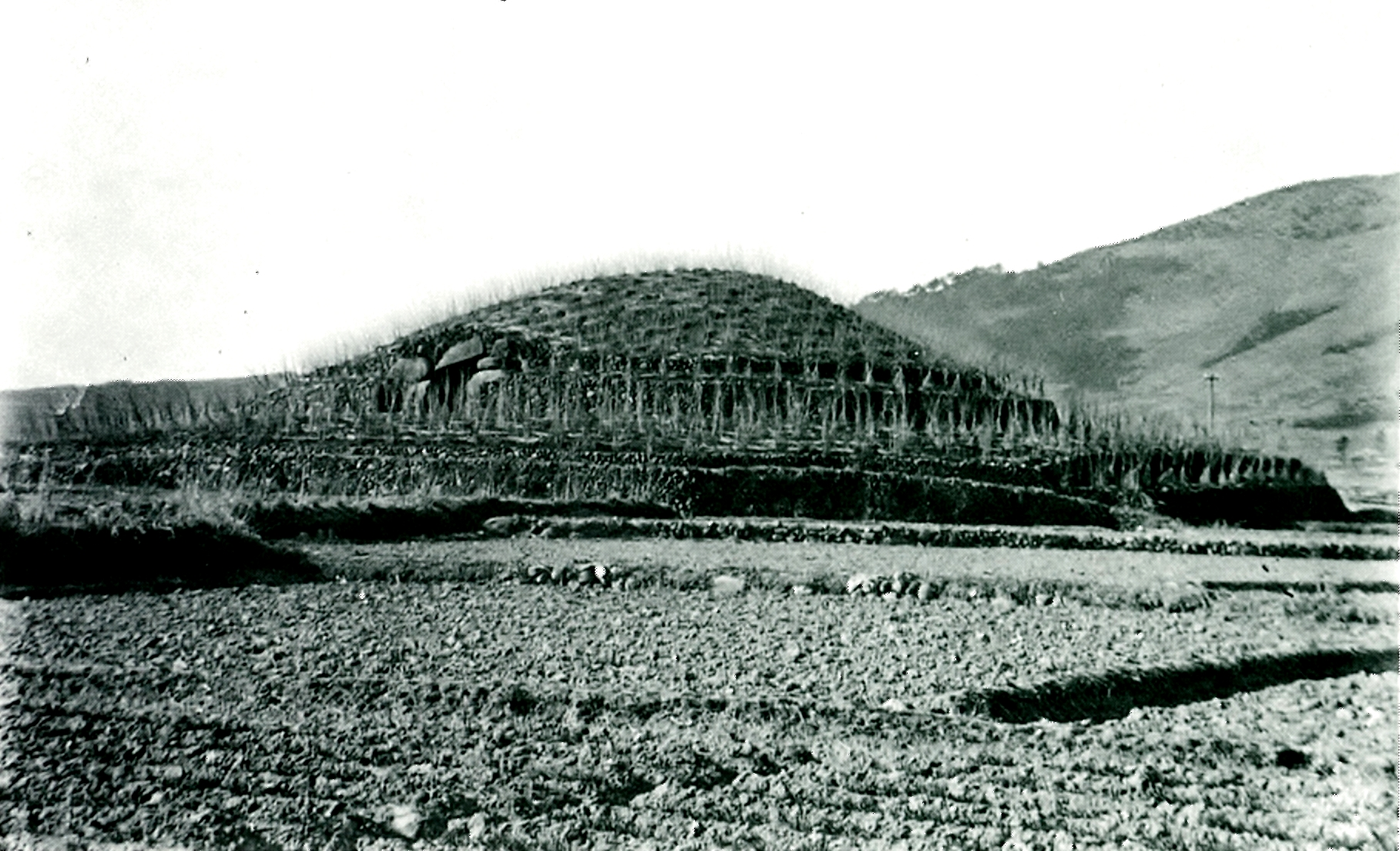
大正初期頃に撮影された加牟那塚古墳。当時は全面が桑畑として利用されていた。

石室俯瞰図

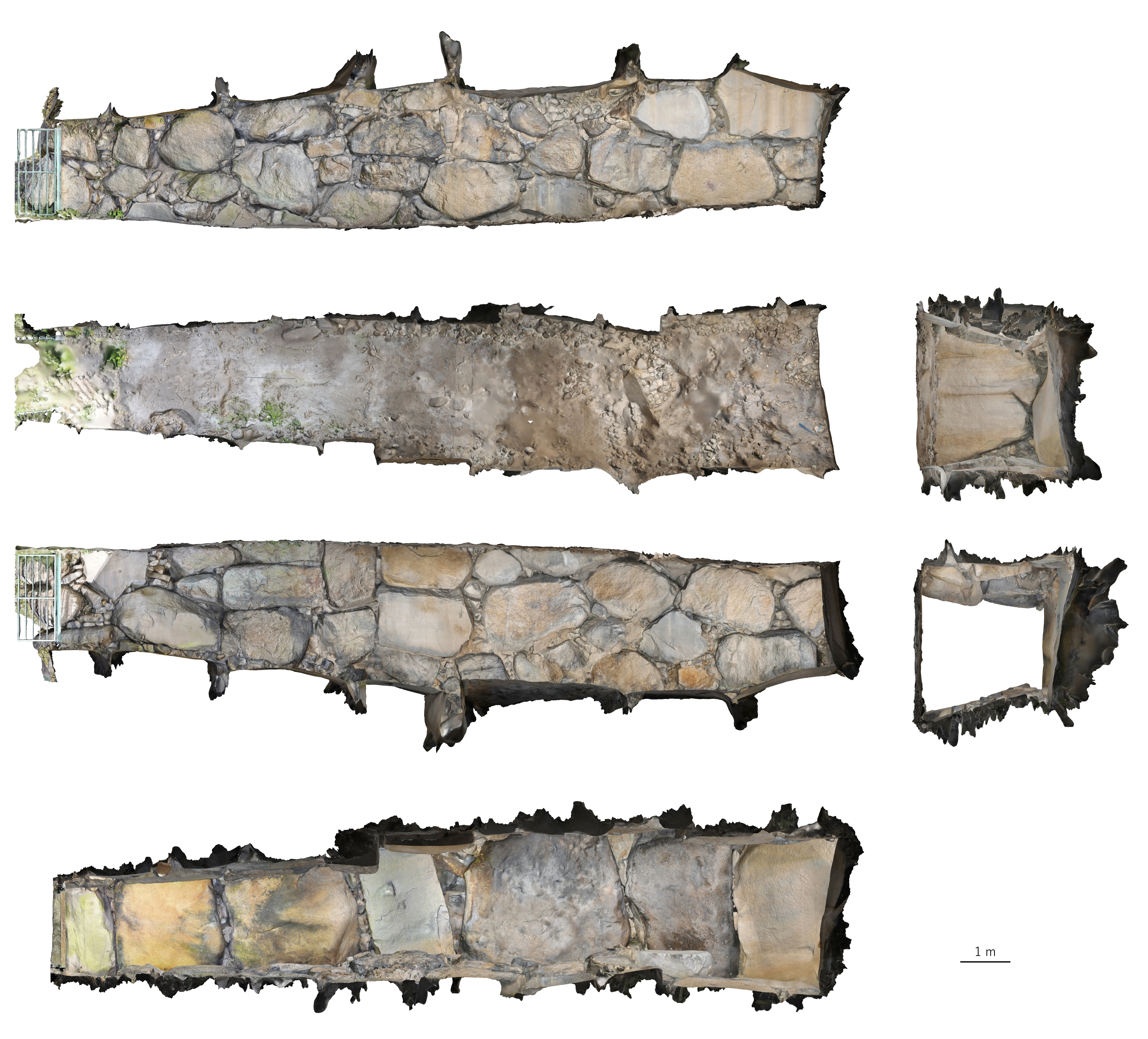
石室展開図

加牟那塚古墳の存在は古くから知られており、江戸時代には1601年（慶長6年）の千塚村検地帳や甲斐国の総合地誌である『甲斐国志』にも記されており、「金塚」「釜塚」「神塚」などの呼称で呼ばれていた。戦後の1969年（昭和44年）には墳丘裾の補修工事が行われ、工事に先行して青山学院大学教授の吉田章一郎による発掘調査が行われている。また、翌1970年（昭和45年）にも石室入口の修理工事に際して測量調査が行われている。墳丘は二段構成で葺石が施されており、埴輪が並ぶ。内部主体は右片袖形の横穴式石室で、真南の方向に開口している。
石室用材が大型化する6世紀後半の古墳で、石室規模では笛吹市御坂地域の姥塚古墳に次ぐ。横穴式石室は中国や朝鮮半島に見られる墓制で、単葬墓の竪穴式石室に対し家族墓であると考えられている。日本には4世紀末から5世紀初頭にかけて九州に出現し、5世紀後半代には畿内においても見られる。中部地方では5世紀末から出現し、県内では万寿森古墳や荘塚古墳（笛吹市八代地域）が最古で、姥塚や加牟那塚はそれに次ぐ。
出土した副葬品は須恵器のほかガラス製小玉のほか、内行花文鏡、神獣鏡、だ龍鏡の三鏡が発見されたと伝わるが、所在が不明。ほか、大刀や盾、埴輪類では器財埴輪、馬形埴輪、武人埴輪など。出土した埴輪の胎土分析に拠れば、分析資料11点のうち10点にはほぼ同じ組成で、赤色粒が多く含まれ荒川・塩川の河岸段丘から採取された黒富士火山噴出物であると推定されており、甲斐型土器などの土師器類とも共通している。1点には花崗岩類が多く含まれ、曾根丘陵など他地域から持ち込まれたものであるとも考えられている。
出土品の一部は山梨県立考古博物館に所蔵されている。

## 参考画像

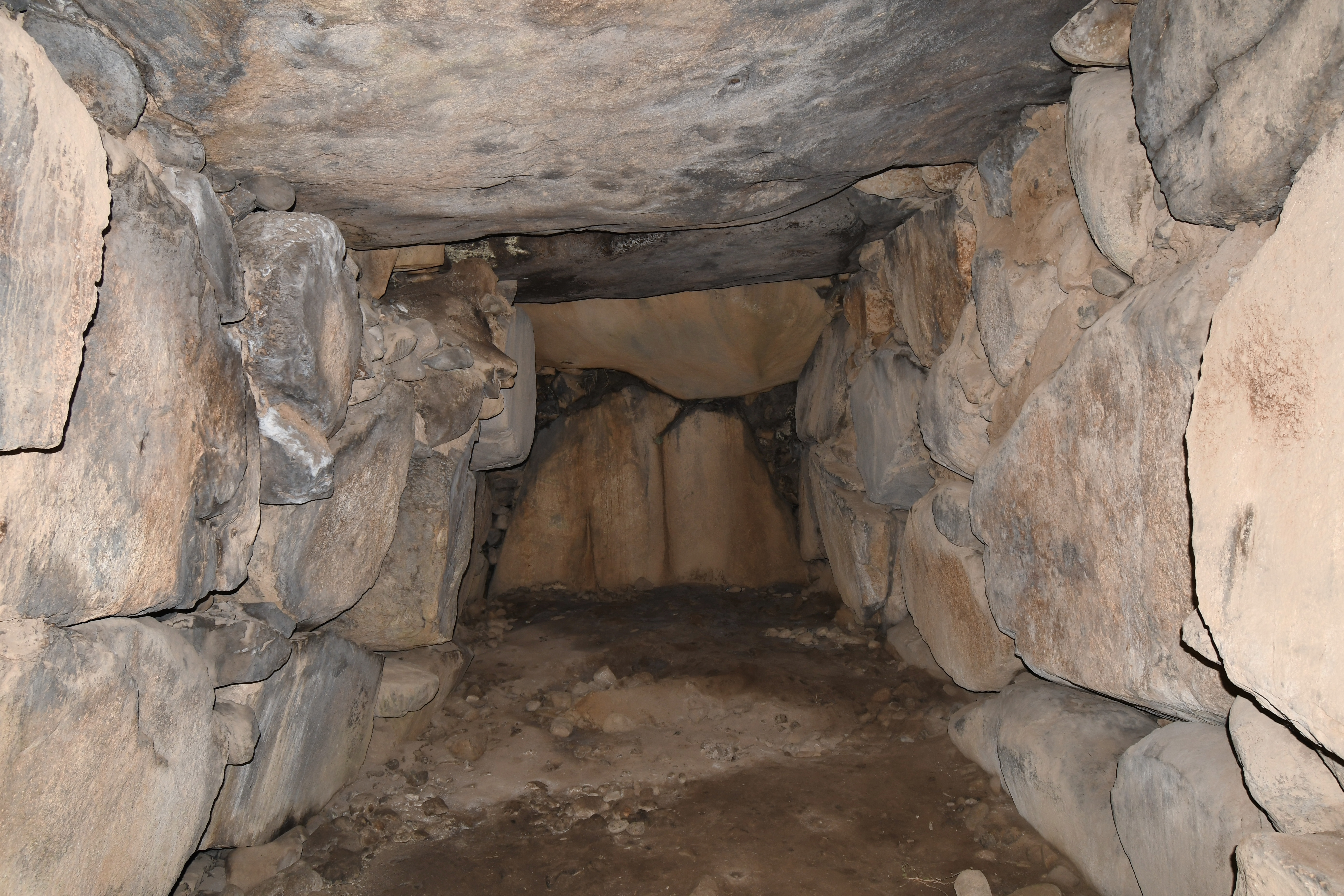
玄室（奥壁方向）
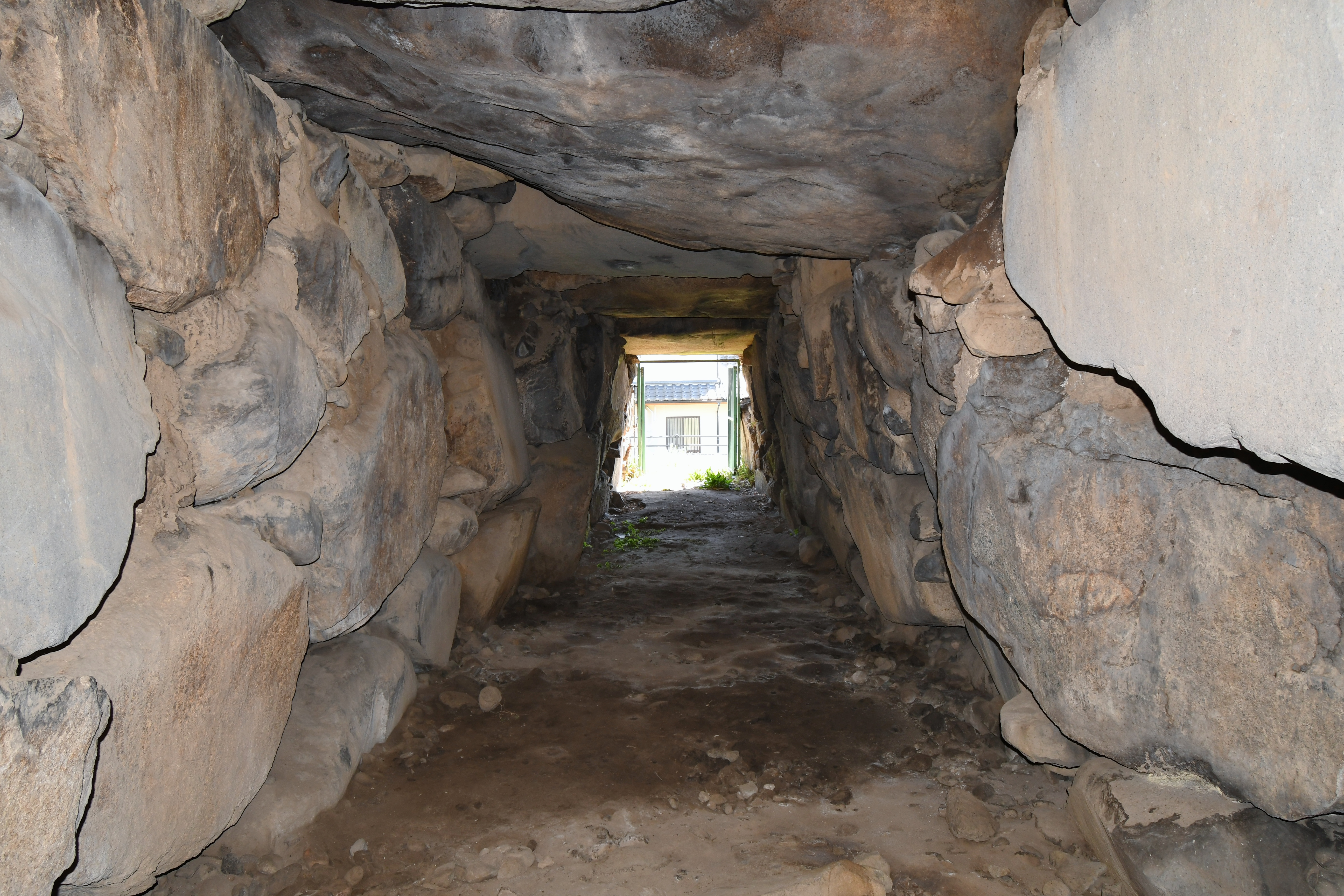
玄室（開口部方向）
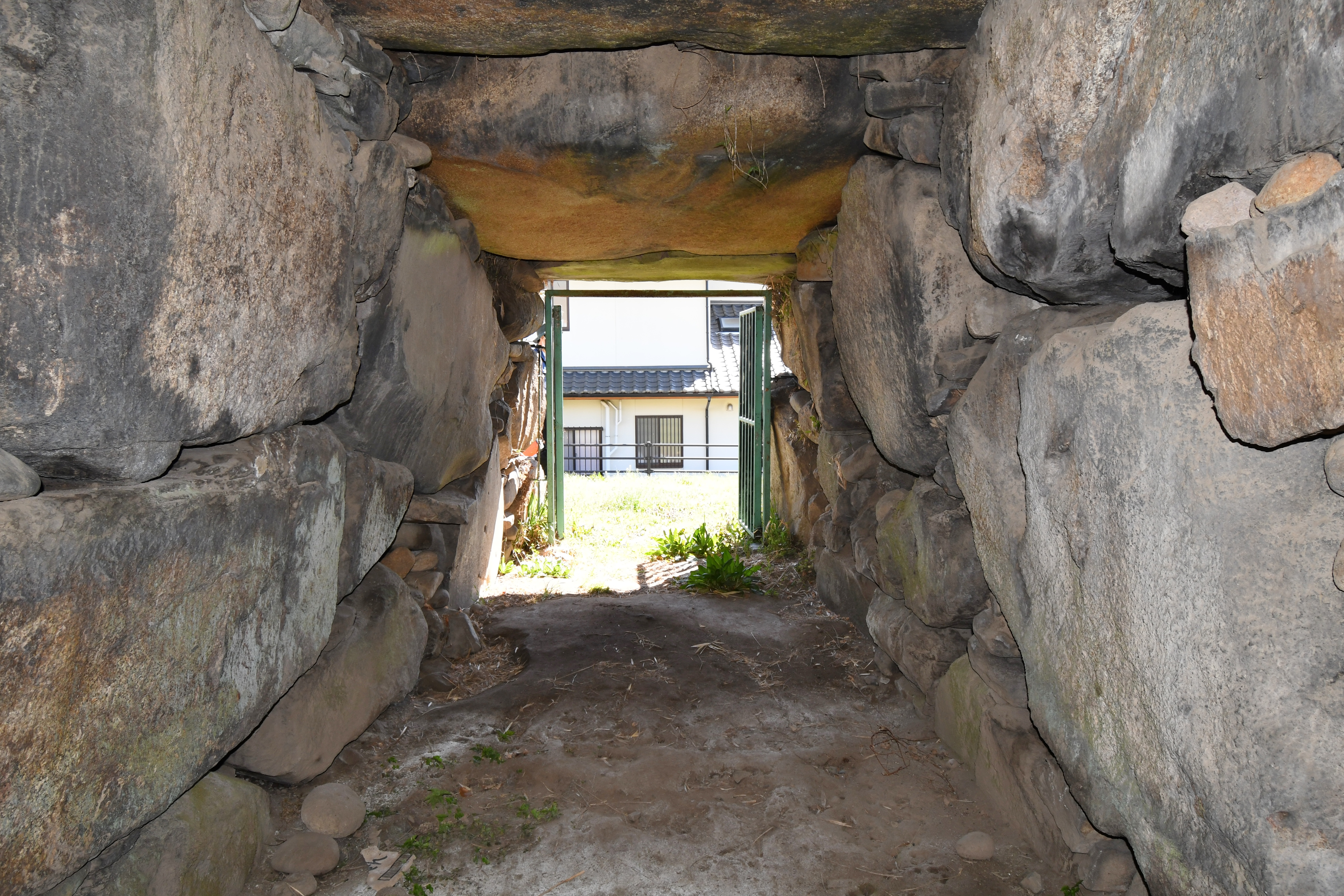
羨道（開口部方向）
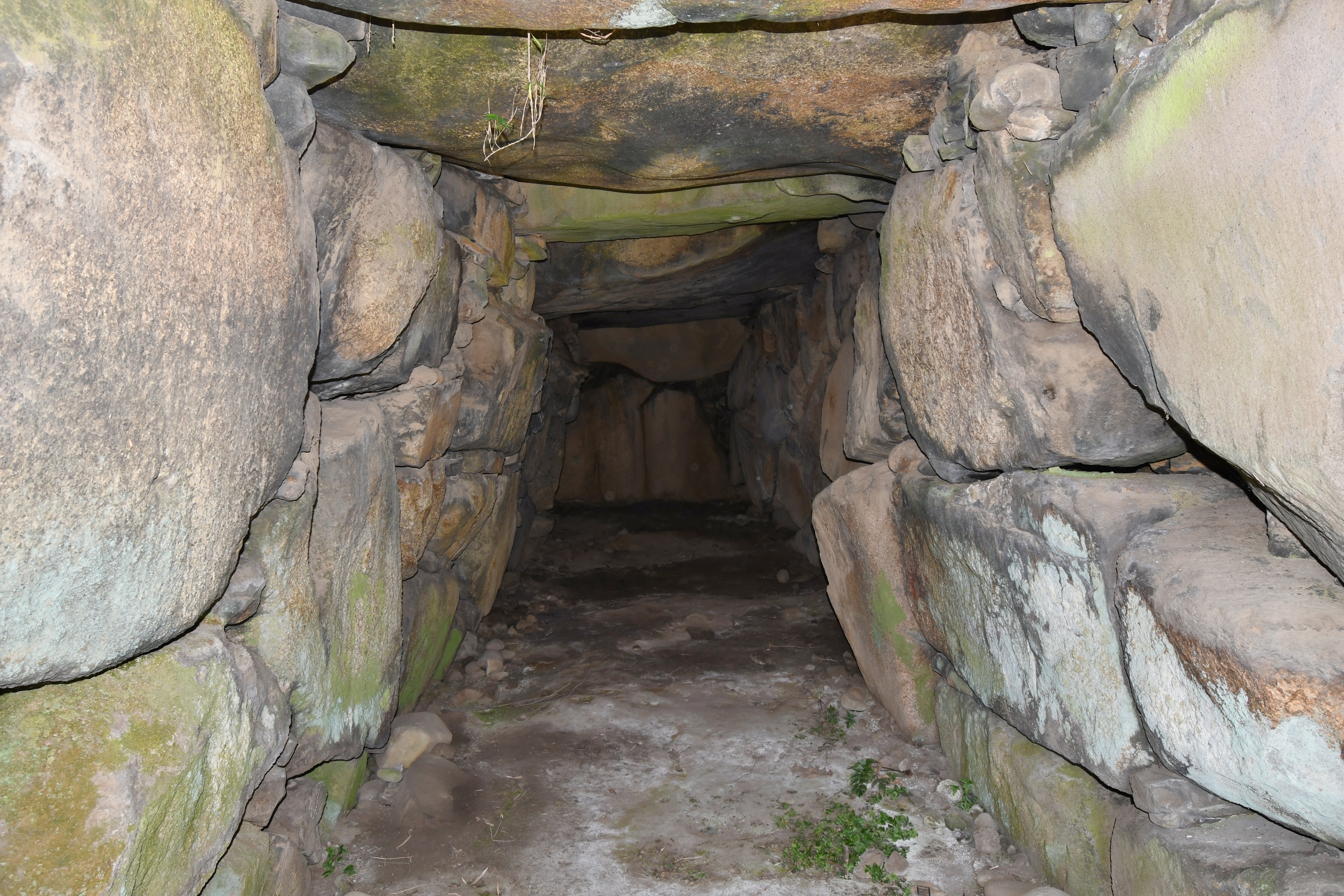
羨道（玄室方向）
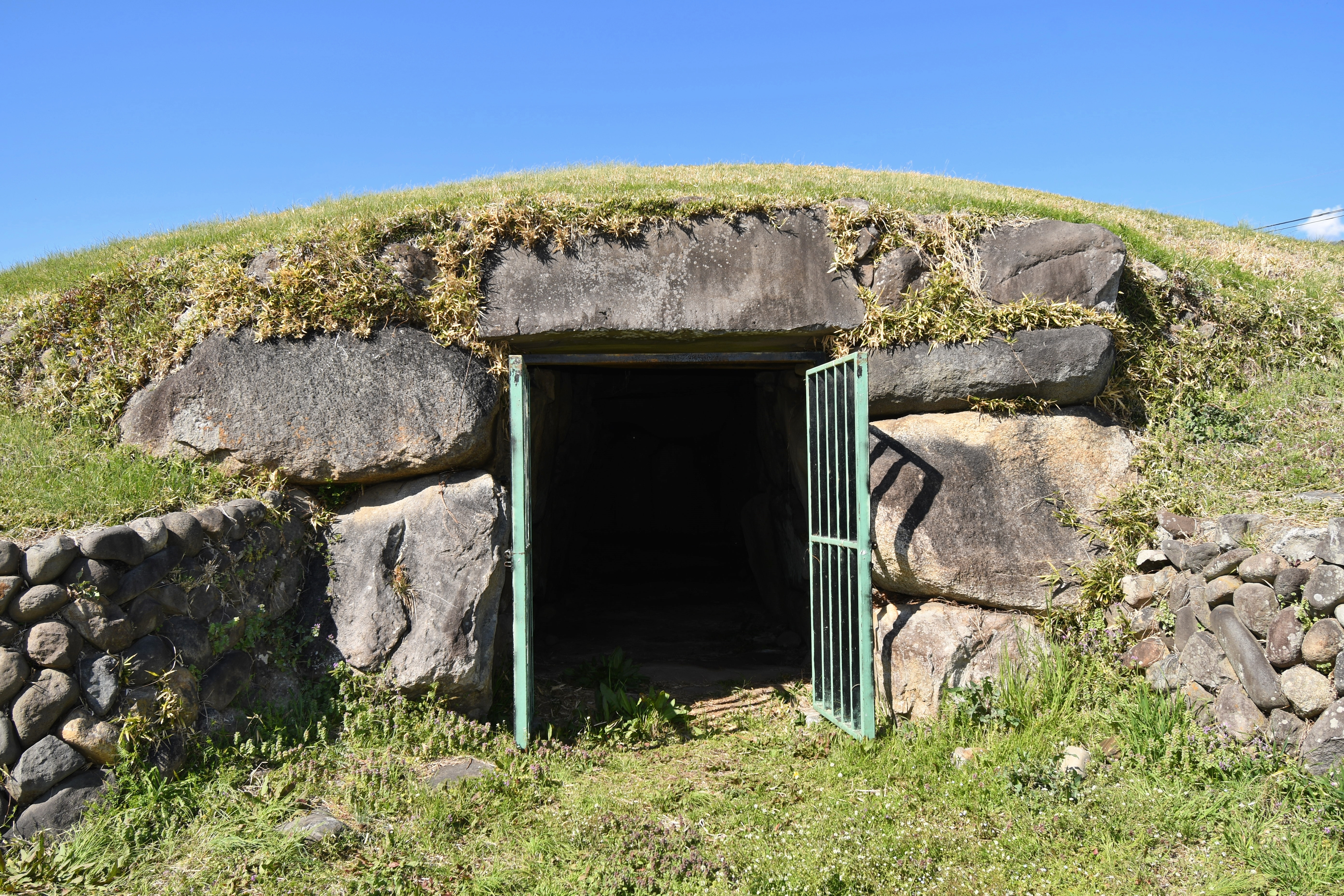
開口部
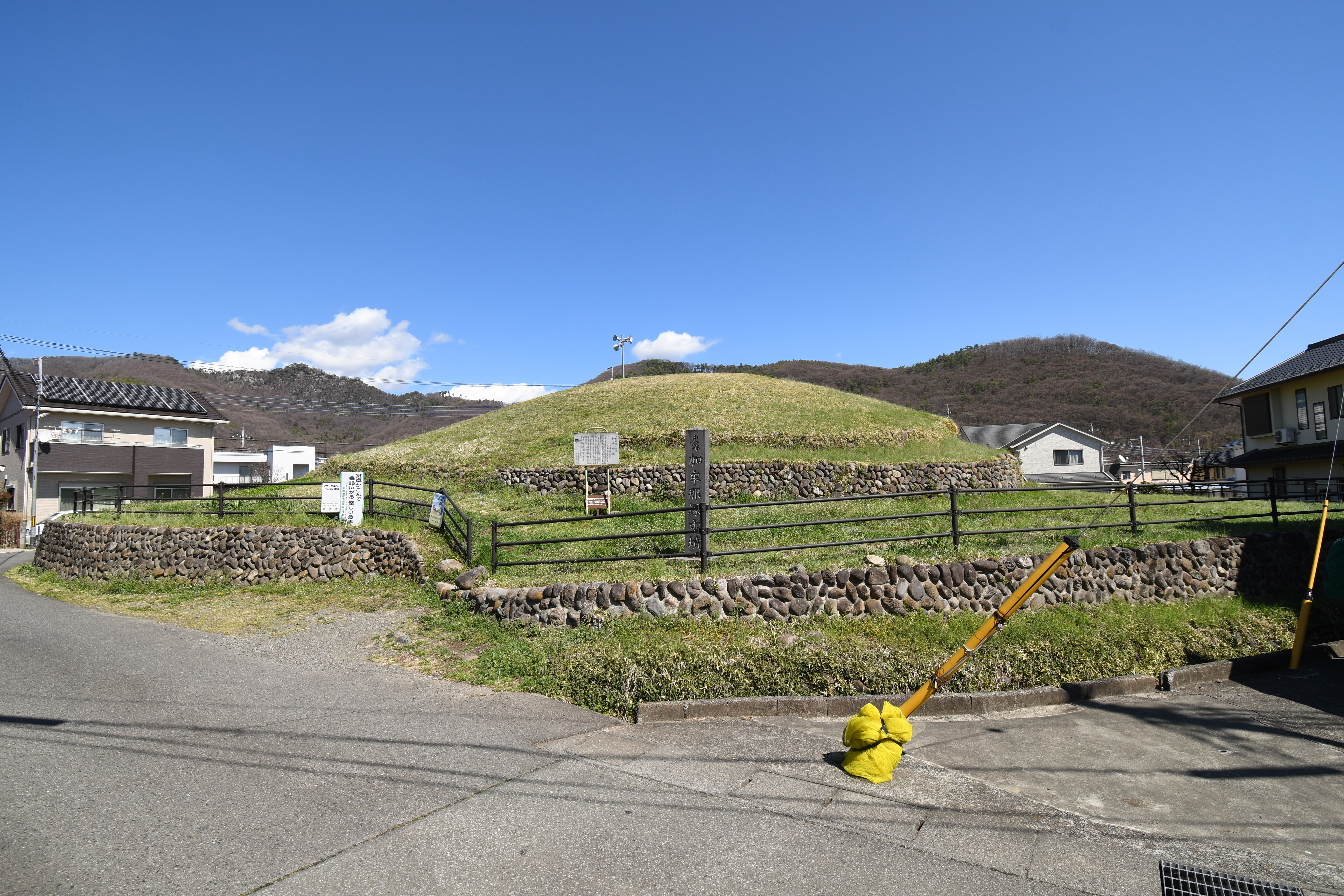
墳丘